# Абінський район
Абінський район — муніципальний район Краснодарського краю, Росія. Розташований у південно-західній передгірній зоні. Межує з Сєверським, Красноармійським, Кримським районами і територією міста Геленджик. Площа 1624 км². Населення 89 794 осіб. 

## Історія
Район було утворено 2 червня  1924 року у складі Кубанського округу Південно-Східної області. До його складу увійшли території скасованих Абінської, Мінгрельської і Холмської волостей Слов'янського  відділу Кубано-Чорноморської області. Спочатку район складався з 8 сільських рад: Абінської, Охтирської, Варнавінської, Мерчанської, Мінгрельської, Холмської, Шапсузької і Ериванської.
З 16 листопада  1924 — у складі Північно-Кавказького краю.
10 березня 1932 року Абінський район був скасований, вся його територія приєднана до Кримського району.
31 грудня  1934 року район відновлено вже у складі Азово-Чорноморського краю, з 13 вересня  1937 у складі Краснодарського краю.
1 лютого  1963 року всі сільські ради Абінського району були передані до Кримського району, а з селищних рад Абінського, Кримського та Сіверського районів був утворений Абінський промисловий район.
12 січня  1965 року Абінський промисловий район було скасовано, а Абінський район було відновлено в колишніх межах.
З 1 січня 2006 року Абінський район наділений статусом муніципального району, в його складі утворено 8 муніципальних утворень: 2 міських і 6 сільських поселень.

## Адміністративний поділ
Район має в складі 2 міських поселення:
- місто Абінськ
- смт Охтирський

і 6 сільських поселень:
- Варнавинське — Варнавинське
- Ольгінське — Ольгінський
- Мінгрельске — Мінгрельська
- Свєтлогорське — Свєтлорськ
- Федоровське — Федоровська
- Холмське — Холмська

Всього на території району знаходиться 35 населених пунктів.

## Транспорт
Зі сходу на захід район перетинають автомагістраль і залізниця Краснодар — Новоросійськ.

## Економіка
У районі є чималі запаси піску, гравію, мергеля, пісковика, вапняка, добувається нафта і газ.